# Goedartia alboguttata
Goedartia alboguttata är en stekelart som först beskrevs av Johann Ludwig Christian Gravenhorst 1829.  Goedartia alboguttata ingår i släktet Goedartia och familjen brokparasitsteklar. Arten är reproducerande i Sverige. Inga underarter finns listade i Catalogue of Life.